# Russie aux Jeux olympiques d'hiver de 2010
Cet article contient des informations sur la participation et les résultats de la Russie aux Jeux olympiques d'hiver de 2010 à Vancouver au Canada. Elle était représentée par 187 athlètes.

## Cérémonies d'ouverture et de clôture

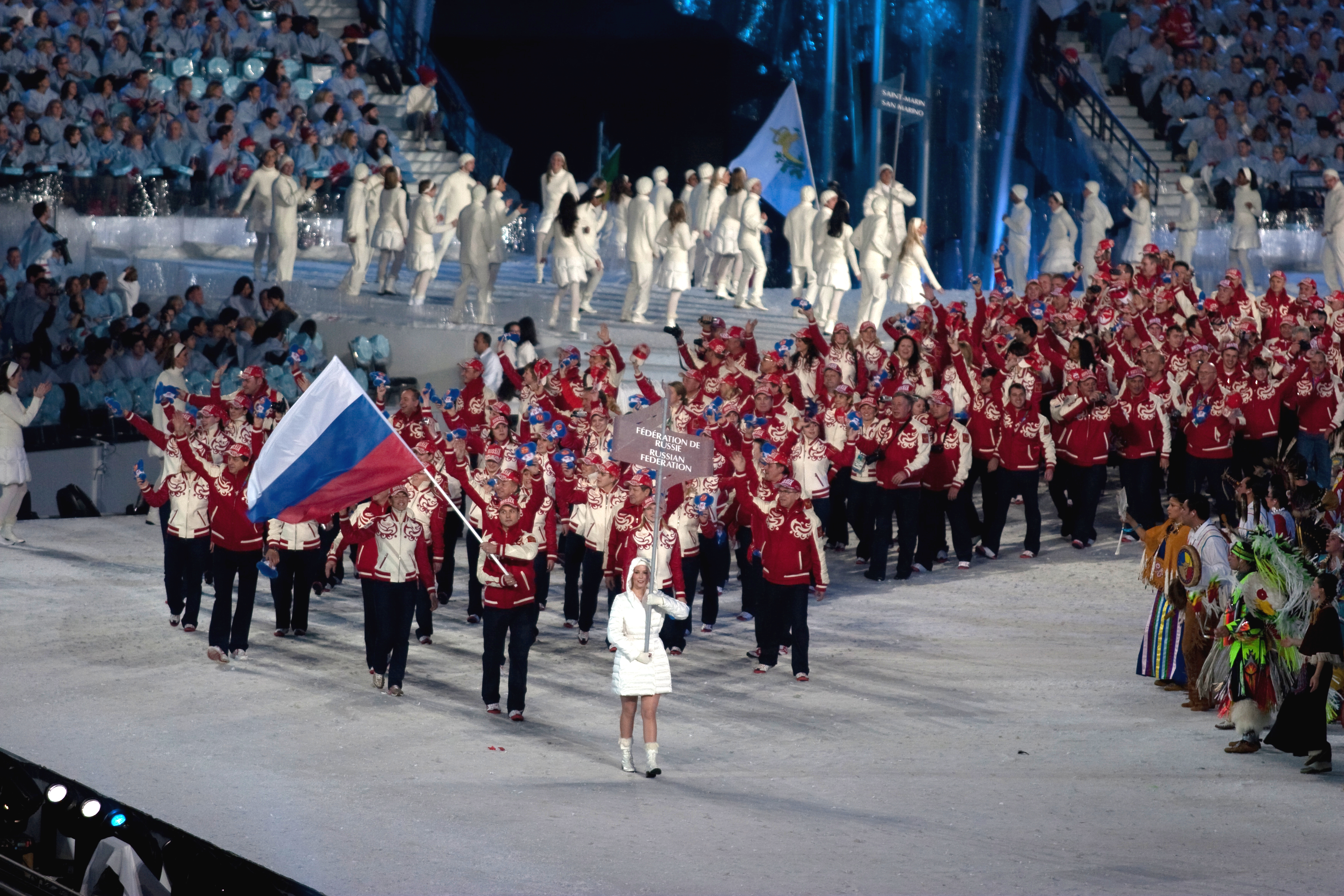
Entrée de la délégation russe lors de la cérémonie d'ouverture.

Comme cela est de coutume, la Grèce, berceau des Jeux olympiques, ouvre le défilé des nations, tandis que le Canada, en tant que pays organisateur, ferme la marche. Les autres pays défilent par ordre alphabétique. La Russie est la soixantième des 82 délégations à entrer dans le BC Place Stadium de Vancouver au cours du défilé des nations durant la cérémonie d'ouverture, après la Roumanie et avant Saint-Marin. Cette cérémonie est dédiée au lugeur géorgien Nodar Kumaritashvili, mort la veille après une sortie de piste durant un entraînement. Le porte-drapeau du pays est le hockeyeur Alekseï Morozov.
Lors de la cérémonie de clôture qui se déroule également au BC Place Stadium, les porte-drapeaux des différentes délégations entrent ensemble dans le stade olympique et forment un cercle autour du chaudron abritant la flamme olympique. Le drapeau russe est alors porté par le patineur de vitesse Ivan Skobrev, qui a remporté la médaille d'argent sur l'épreuve de 10 000 mètres et celle de bronze sur le 5 000 mètres lors de ces Jeux.

## Médailles
- Liste des vainqueurs d'une médaille (par ordre chronologique)

### Or

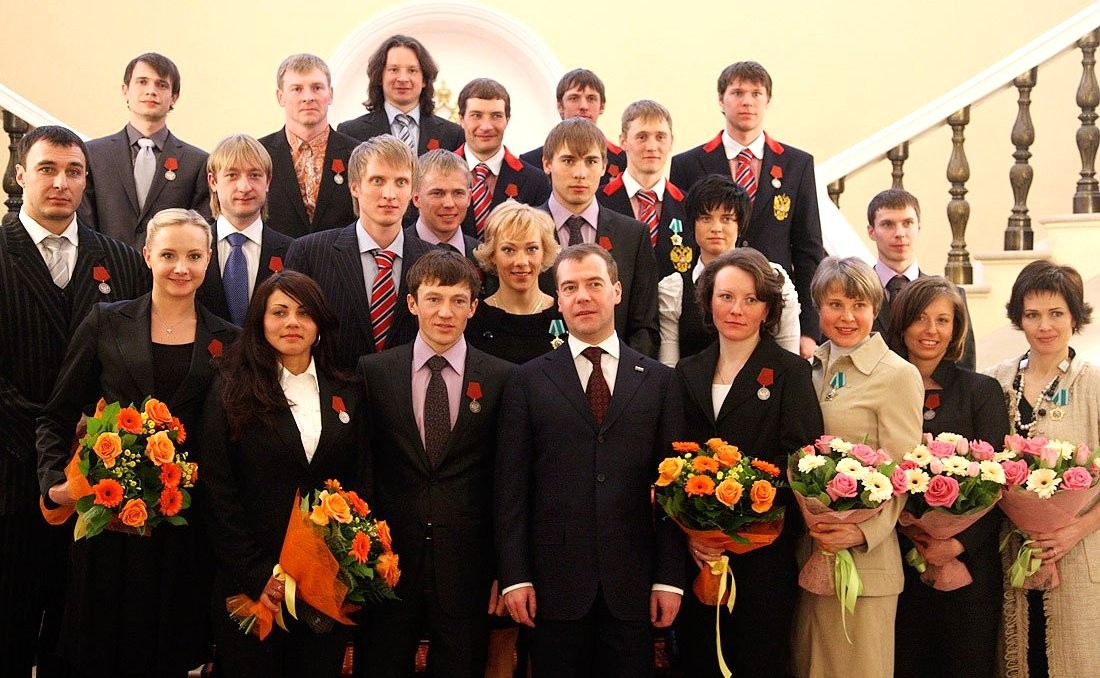
2010-03-15

.
| Sport              | Discipline             | Sportifs                                                               | Performance |
| Médailles d'or : 2 |                        |                                                                        |             |
| Ski de fond        | Sprint hommes          | Nikita Kriukov                                                         | 3:36.3      |
| Biathlon           | Relais 4 × 6 km femmes | Svetlana Sleptsova Anna Bogali-Titovets Olga Medvedtseva Olga Zaitseva | 1:09:36.3   |

### Argent
| Sport                  | Discipline                    | Sportifs              | Performance   |
| Médailles d'argent : 5 |                               |                       |               |
| Ski de fond            | Sprint hommes                 | Alexander Panzhinskiy | 3:36.3        |
| Patinage artistique    | Individuel hommes             | Evgeni Plushenko      | 256.36 points |
| Biathlon               | Départ groupé 12,5 km         | Olga Zaitseva         | 35:25.1       |
| Patinage de vitesse    | 10000 mètres hommes           | Ivan Skobrev          | 13:02.07      |
| Snowboard              | Slalom géant parallèle femmes | Ekaterina Ilyukhina   | 2e position   |

### Bronze
| Sport                   | Discipline               | Sportifs                          | Performance   |
| Médailles de bronze : 6 |                          |                                   |               |
| Patinage de vitesse     | 5000 m hommes            | Ivan Skobrev                      | 6:18.05       |
| Skeleton                | Skeleton hommes          | Aleksandr Tretyakov               | 3:30.75       |
| Bobsleigh               | Bob à deux hommes        | Aleksandr Zubkov Alekseï Voïevoda | 3:27.5        |
| Ski de fond             | Sprint par équipe femmes | Irina Khazova Natalia Korosteleva | 18:08.7       |
| Ski de fond             | Sprint par équipe hommes | Nikolaï Morilov Alexey Petukhov   | 19:02.5       |
| Patinage artistique     | Danse sur glace          | Oksana Domnina Maksim Chabaline   | 207.64 points |

## Engagés par sport

### Biathlon
Hommes
- Maxim Tchoudov
- Ivan Tcherezov
- Evgeny Ustyugov
- Nikolay Kruglov
- Anton Shipulin
- Viktor Vasilïev

Femmes
- Olga Medvedtseva
- Olga Zaïtseva
- Svetlana Sleptsova
- Anna Bogali-Titovets
- Anna Boulygina
- Iana Romanova

### Hockey sur glace
Hommes
- Ilia Bryzgalov (Coyotes de Phoenix),
- Ievgueni Nabokov (Sharks de San José),
- Semion Varlamov (Capitals de Washington)
- Sergueï Gontchar (Penguins de Pittsburgh),
- Denis Grebechkov (Oilers d'Edmonton),
- Dmitri Kalinine (Salavat Ioulaïev Oufa),
- Konstantin Korneïev (HK CSKA Moscou),
- Andreï Markov (Canadiens de Montréal),
- Ilia Nikouline (AK Bars Kazan),
- Fiodor Tioutine (Blue Jackets de Columbus),
- Anton Voltchenkov (Sénateurs d'Ottawa).
- Maksim Afinoguenov (Thrashers d'Atlanta),
- Pavel Datsiouk (Red Wings de Détroit),
- Sergueï Fiodorov (Metallourg Magnitogorsk),
- Ilia Kovaltchouk (Thrashers d'Atlanta),
- Viktor Kozlov (Salavat Ioulaïev Oufa),
- Ievgueni Malkine (Penguins de Pittsburgh),
- Alekseï Morozov (AK Bars Kazan, Capitaine),
- Aleksandr Ovetchkine (Capitals de Washington),
- Aleksandr Radoulov (Salavat Ioulaïev Oufa),
- Aleksandr Siomine (Capitals de Washington),
- Danis Zaripov (AK Bars Kazan),
- Sergueï Zinoviev (Salavat Ioulaïev Oufa).

Femmes
- Irina Gachennikova
- Maria Onolbaïeva
- Anna Prougova
- Inna Dioubanok
- Aleksandra Kapoustina
- Alena Khomitch
- Olga Permiakova
- Kristina Petrovskaïa
- Anna Chtchoukina
- Svetlana Tkatcheva
- Iekaterina Ananina
- Tatiana Bourina
- Ioulia Deoulina
- Ia Gavrilova
- Iekaterina Lebedeva
- Marina Serguina
- Iekaterina Smolentseva
- Olga Sossina
- Tatiana Sotnikova
- Svetlana Terenteva
- Aleksandra Vafina

### Luge
Hommes
- Albert Demtschenko
- Viktor Kneib
- Stepan Fedorov

- Vladislav Yuzhakov - Vladimir Makhnutin
- Mikhail Kuzmich - Stanislav Mikheev

Femmes
- Alexandra Rodionova
- Tatiana Ivanova
- Natalia Khoreva

### Patinage artistique
- Evgeni Plushenko
- Alena Leonova
- Ksenia Makarova
- Yuko Kavaguti - Alexandre Smirnov
- Maria Mukhortova - Maksim Trankov
- Oksana Domnina - Maksim Chabaline
- Jana Khokhlova - Sergey Novitski

### Patinage de vitesse
Hommes
- Yevgeny Lalenkov
- Dmitry Lobkov
- Ivan Skobrev

Femmes
- Ekaterina Lobycheva

### Patinage de vitesse sur piste courte
Hommes
- Semyon Yelistratov
- Rouslan Zakharov

Femmes
- Valeriya Potyomkina
- Nina Yevteyeva
- Olga Belyakova

### Saut à ski
Hommes
- Alexander Tretyakov

### Ski de fond
Hommes
- Nikolaï Pankratov
- Petr Sedov
- Alexander Legkov
- Maxim Vylegzhanin

## Diffusion des Jeux en Russie
Les Russes peuvent suivre les épreuves olympiques en regardant les chaînes NTV, Russia Channel et RTR Sports, ainsi que sur le câble et le satellite sur Eurosport. RTR, Eurosport et Eurovision permettent d'assurer la couverture médiatique russe sur Internet.